# Goniurosaurus huuliensis
Espèce
Goniurosaurus huuliensis est une espèce de geckos de la famille des Eublepharidae.

## Répartition
Cette espèce est endémique de la province de Lang Son au Viêt Nam.

## Étymologie
Son nom d'espèce, composé de huuli[en] et du suffixe latin -ensis, « qui vit dans, qui habite », lui a été donné en référence au lieu de sa découverte, la réserve naturelle de Huu Lien dans la province de Lang Son.

## Publication originale
- Orlov, Ryabov, Nguyen, Nguyen & Ho, 2008 : A new species of Goniurosaurus (Sauria: Gekkota: Eublepharidae) from north Vietnam. Russian Journal of Herpetology, vol. 15, n. 3, p. 229-244.